# 酒器
酒器或酒具，指饮酒的工具。不同的酒类，而使用不同的酒具。

## 欧洲

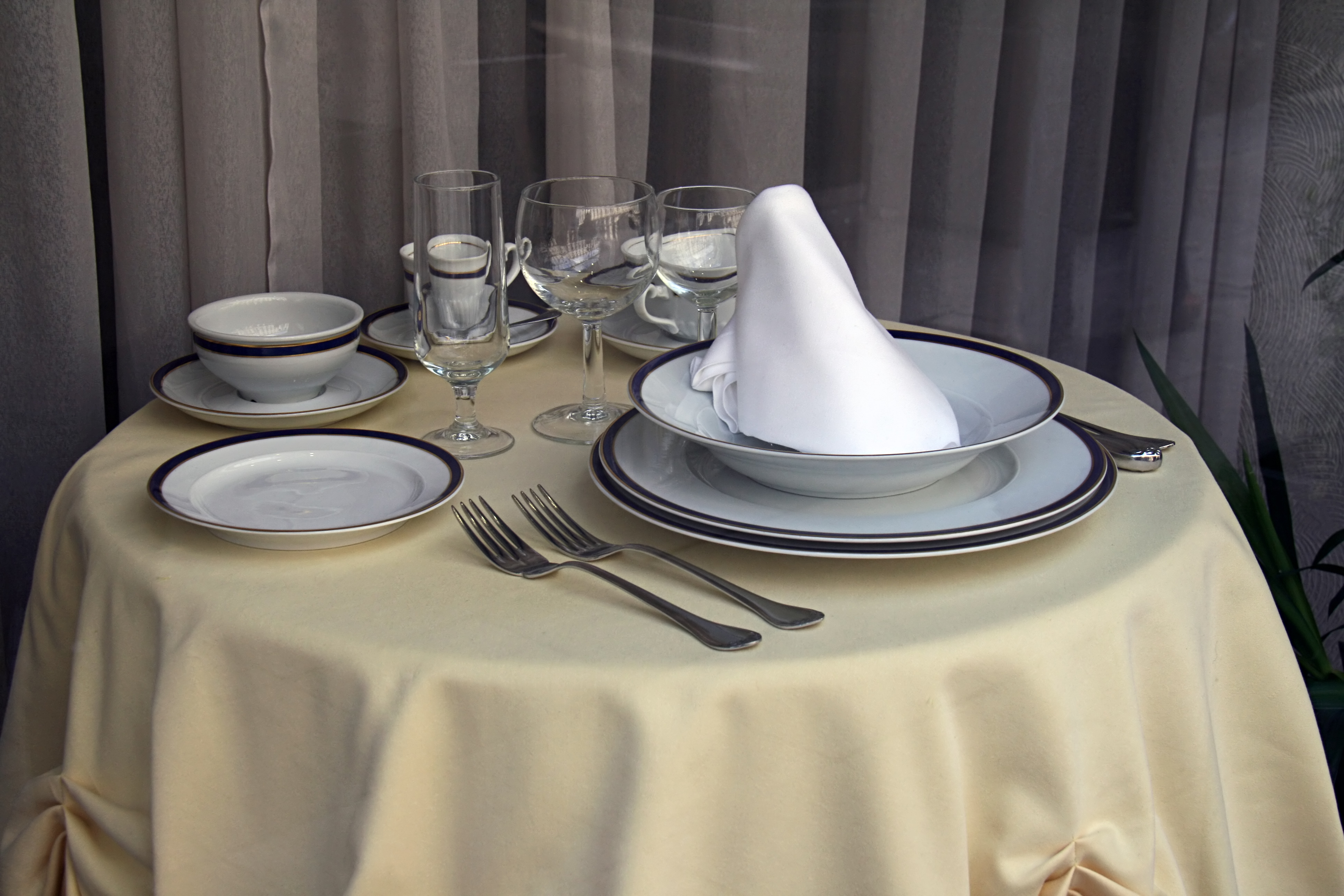
较为正式的欧式餐饮布置，为饮酒者提供三个酒器

西方饮食中，葡萄酒和啤酒是常见的佐餐酒水。常配以玻璃酒具。